# Mihhail Korb
Mihhail Korb, född 3 mars 1980 i Pärnu, är en estnisk ekonom och socialliberal politiker, tillhörande Estniska centerpartiet. Han var från november 2016 till maj 2017 Estlands minister för offentlig förvaltning på Estlands finansministerium, som medlem av regeringen Ratas.

## Biografi

### Uppväxt och utbildning
Korb föddes 1980 som son till politikern Valeri Korb (född 1954). Han utexaminerades från gymnasiet i stadsdelen Ahtme i Kohtla-Järve i nordöstra Estland. 2008 tog han en masterexamen i företagsekonomi vid Tallinns tekniska universitet och har sedan 2010 även bedrivit studier inom energiteknik vid samma lärosäte.

### Politisk karriär
Korb var anställd vid stadsförvaltningen i Kohtla-Järve från 2001 till 2004 och därefter under 2005 vid stadsdelsförvaltningen i Mustamäe i Tallinn.
Han blev medlem av estniska centerpartiet 2002 och var från 2005 till 2011 stadsdelsborgmästare i stadsdelen Kristiine i Tallinn. Från 2011 till 2014 var han stadsdelsborgmästare i Tallinns innerstad. I juni 2014 blev han ledamot av Riigikogu. Från den 23 november 2016 till 24 maj 2017 var han minister för offentlig förvaltning i Jüri Ratas blocköverskridande koalitionsregering. Han avgick efter att ha fällt ett kritiserat uttalande om Estlands medlemskap i NATO.

## Familj och privatliv
Korb är sambo och har en dotter.